# Gorge de Gornjak
La gorge de Gornjak (en serbe cyrillique : Горњачка клисура ; en serbe latin ; en serbe Alphabet latin serbe : Gornjačka klisura) est située en Serbie, entre les villes de Petrovac na Mlavi et de Žagubica. Ces gorges, longues de 16 km et constituées de quatre grands méandres, ont été creusées par la rivière Mlava.

## Histoire

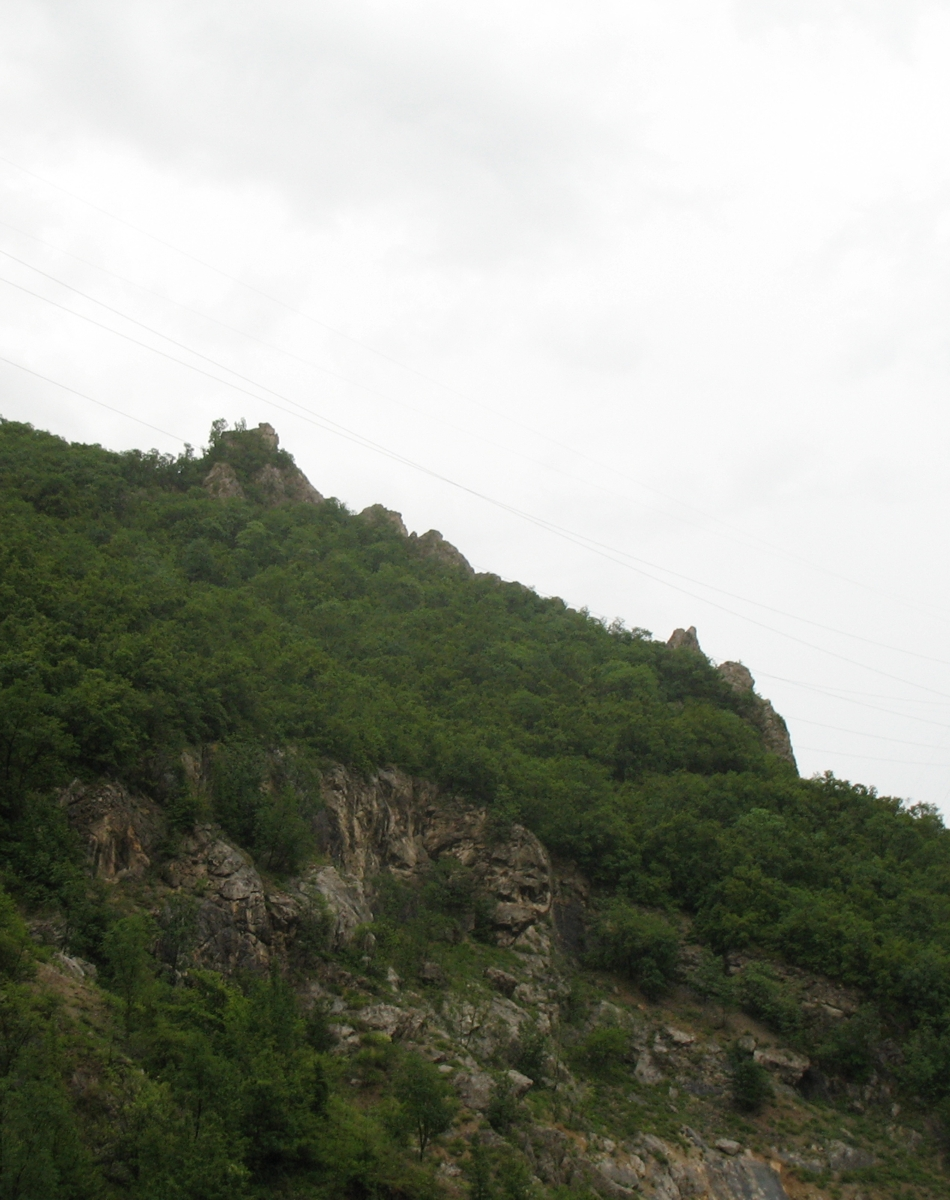
Ruines de la forteresse de Ždrelo.

Dans la gorge se trouvent de nombreux vestiges des fortifications de la vieille forteresse de Ždrelo qui est tombée en désuétude après la prise de Smederevo par les Ottomans en 1459 ; à l'entrée de la gorge, on peut voir les ruines d'une tour de guet qui défendait l'ancienne Via Militaris romaine qui conduisait à Niš. La gorge de Gornjak abrite aussi les ruines des monastères de la Métropole et de l'Annonciation qui remontent au Moyen Âge,.

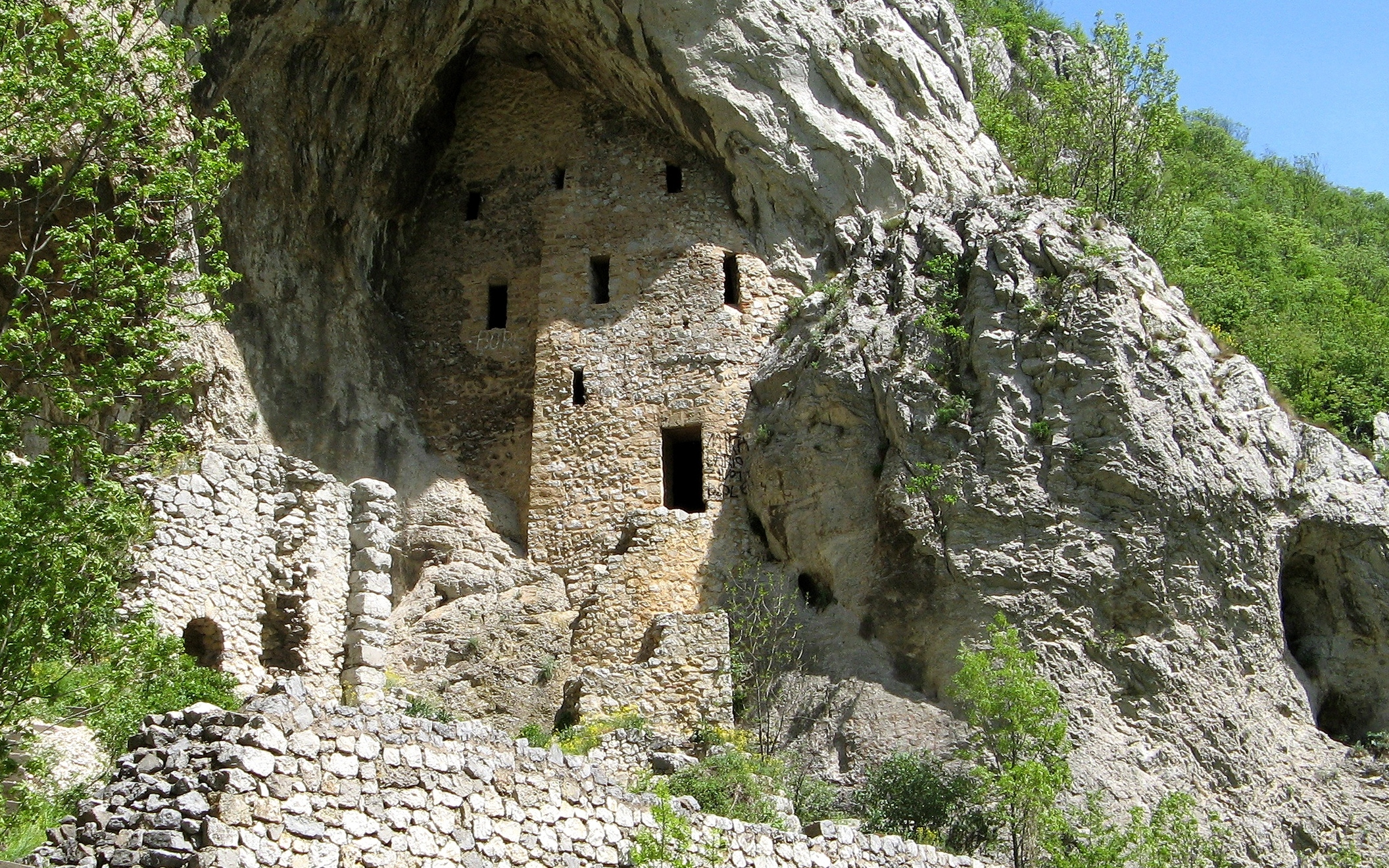
Vue du monastère de l'Annonciation, en partie creusé dans la falaise.

Sur un plateau dominant la rive gauche de la Mlava se trouve le monastère de Gornjak, fondé en 1380 par le prince Lazar Hrebeljanović, ; son église, dédiée à la Présentation de la Mère de Dieu au Temple, est caractéristique de l'école moravienne. Depuis la date de sa construction, la vie monastique s'y est déroulée sans interruption.